# 穆罕默德·門菲
穆罕默德·尤尼斯·門菲（阿拉伯语：محمد يونس المنفي，羅馬化：Mohamed Yunus al-Menfi，1976年3月3日—）利比亞外交官和政治人物。現任利比亞總統、曾任駐希臘大使。
2021年2月5日，他在利比亞政治對話論壇上被選為利比亞總統委員會主席。在此之前，他曾擔任利比亞駐希臘大使。

## 大使職務
門菲在雅典擔任大使期間，由於利比亞(GNA)-土耳其關於海洋邊界的協議，民族團結政府和希臘政府之間的關係很緊張。他最終於2019年12月被驅逐出雅典。

## 總統委員會主席
在利比亞政治對話論壇壇選擇統一行政當局以領導2021年12月24日利比亞大選的程序中，門菲與阿卜杜勒·哈米德·德貝巴共同競選總理，穆薩·科尼和阿卜杜拉·拉菲則是總統委員會成員。他們的名單獲得了39票，比阿基拉·薩拉赫·伊薩和法特希·巴沙哈的名單多5票。阿基拉·薩拉赫-巴沙哈的名單被認為得到了美國的青睞。美國大使否認任何影響選舉進程的企圖。